# Viladamat
Viladamat – gmina w Hiszpanii, w prowincji Girona, w Katalonii, o powierzchni 11,9 km². W 2011 roku gmina liczyła 451 mieszkańców.